# Кошай (Кировская область)
Кошай — деревня в Малмыжском районе Кировской области, в составе Большекитякского сельского поселения.

## География
Расположена на реке Большая Китячка в 18 км к югу от города Малмыж. Вблизи деревни проходит автодорога Киров — Вятские Поляны.

## Население
| 2010 |
| ---- |
| 76   |